# Діброва (Дубенський район)
Діброва - колишнє село у Рівненській області, Дубенського району,що знаходилось поблизу села Бокійма, за 14 кілометрів від Млинова, праворуч автомобільної дороги.

## Історія села
Діброва (колонія Домброва, пізніше - с.Домброва) виникла за панської Польщі у 1921 році. Село існувало як окреме поселення Княгининської гміни, Дубенського повіту. Назва населеного пункту походить від рельєфного розташування. Центральна вулиця цього села була на відстані 500 метрів від шосейної дороги, що вела з Млинова на Демидівку і пролягала паралельно до неї.
Спочатку Діброва була польською колонією. Першими поселенцями стали польські осадники і декілька чеських родин. Їм наділили землю, але колишні польські військові не дуже прагнули займатися сільським господарством, тож почали частинами свої земельні наділи продавати українцям. На Діброві був добротний чорнозем, а тому купляли її люди, які переважно мешкали під Берестечком у селах, де піщані грунти значно гірші і маловрожайні. 

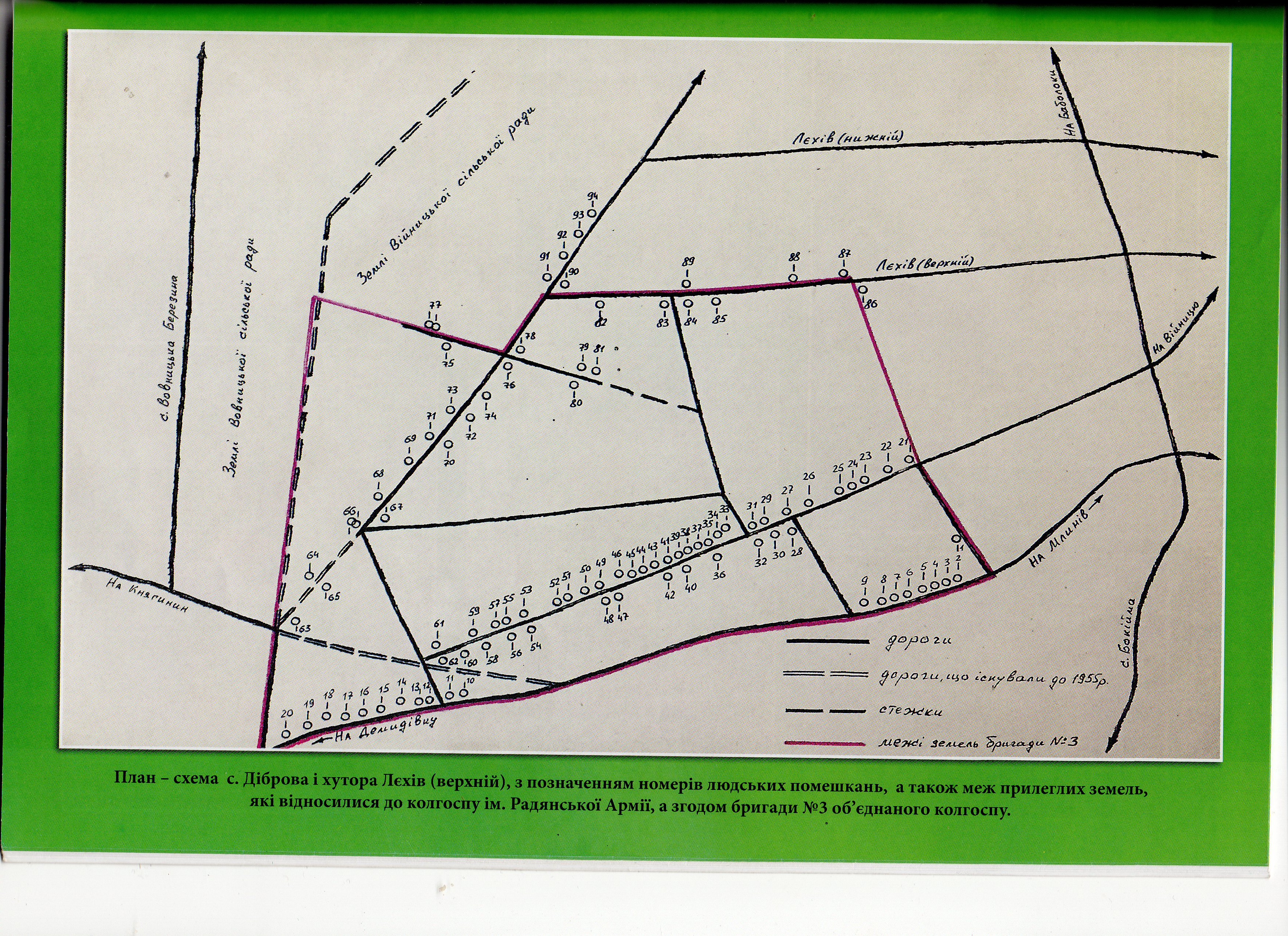

У 1925 році на Діброві з'явилися перші українські сім'ї, які переселилися з Пляшівки, Пляшевої, Солонева, Рогізна колишнього Радивилівського району Рівненської області, з тих історичних місць, де 28 червня - 10 липня 1651 року відбулася битва під Берестечком (с.Пляшева) між Військом Запорізьким та армією Речі Посполитої.

## Розташування
Діброва знаходилися на території Війницької сільської ради, за 2.5 км. на південний захід від Війниці, 1.5 км. на захід від Бокійми і за 3 км. на схід від Вовницької Березини.